# Saint-Sauveur-de-Cruzières
Saint-Sauveur-de-Cruzières è un comune francese di 550 abitanti situato nel dipartimento dell'Ardèche della regione dell'Alvernia-Rodano-Alpi.

## Società

### Evoluzione demografica
Abitanti censiti